# 新着ズキューン
『新着ズキューン』（しんちゃくズキューン）は、2009年4月12日から2013年3月31日まで山陰放送（BSSラジオ）で毎週日曜13:00 - 14:00（JST）に放送放送されていたラジオ番組。
『えむ・ビーンズ〜おんがく豆〜』に替わってスタートした日曜午後の音楽番組で、本番組では、山陰放送のアナウンサーたちが週替わりでパーソナリティを務めていた。

## 出演者
- 大田祐樹
- 桑本充悦
- 田中亜矢 (アナウンサー)